# Défauts des joints soudés

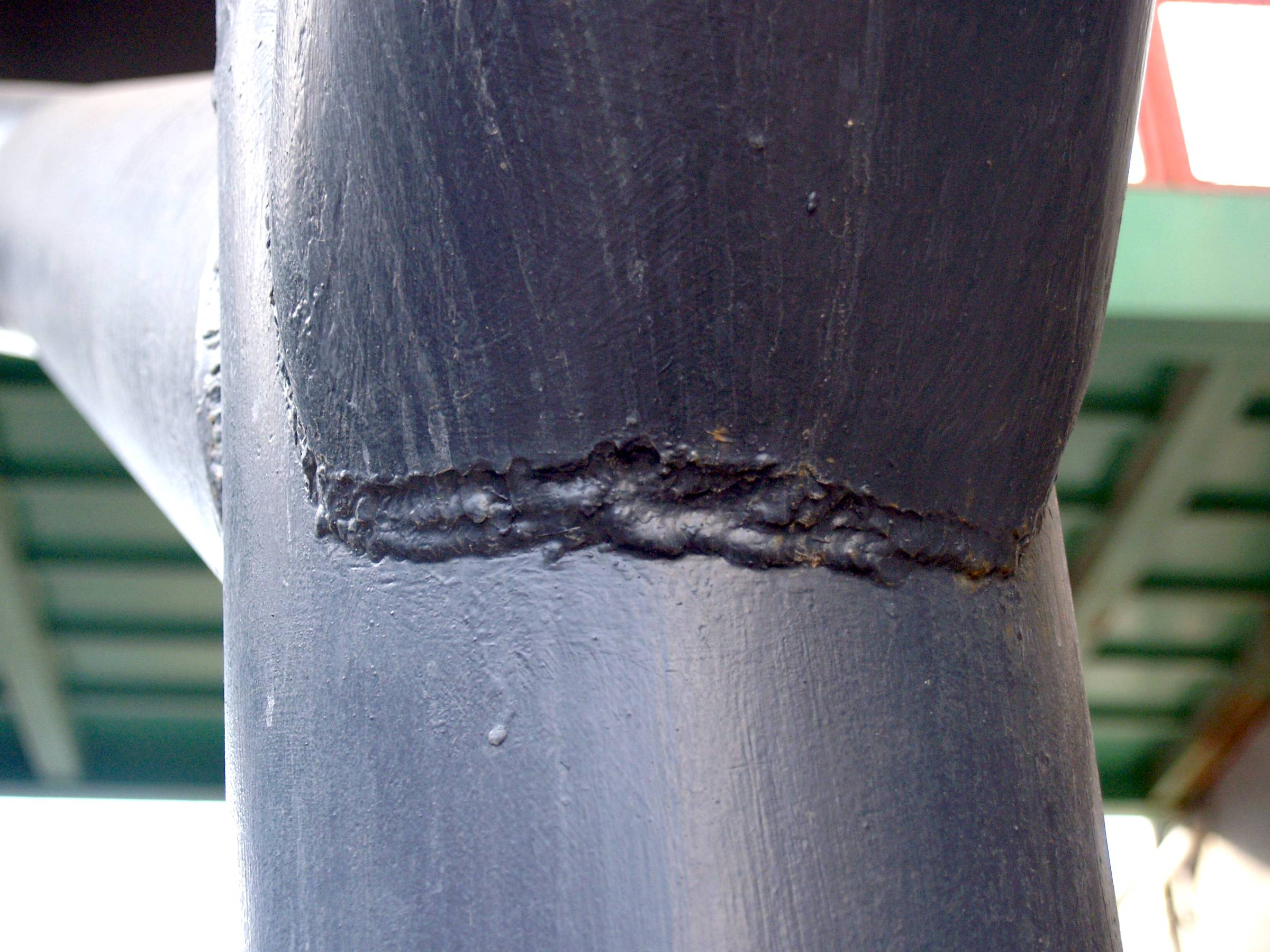
Joint soudé mal exécuté (pénétration incomplète, surface et largeur de joint inégales, éclaboussures de métal, caniveaux...)

Défauts des joints soudés (anglais : welding defect) décrivent tout écart par rapport aux paramètres des joints lors du soudage spécifiés par les documents normatifs (DMOS et QMOS), résultant de la violation des exigences relatives aux matériaux de soudage, à la préparation, à l'assemblage et au soudage des pièces, au traitement thermique et aux procédé de fabrication mécanique des joints soudés et de la construction dans son ensemble.

## Les principales raisons
Selon l'American Society of Mechanical Engineers (ASME), les causes des défauts de soudage sont réparties comme suit :
- 45 % — erreurs dans le choix de la technologie de soudage,
- 32 % — erreurs du soudeur,
- 12 % — dysfonctionnement ou mauvais réglage du matériel de soudage (poste à souder),
- 10 % — mauvais choix des matériaux de soudage,
- 1 % — autre  .

## Classification des défauts par caractéristiques géométriques
La classification des défauts est décrite par la norme internationale ISO 6520.
Les défauts qui surviennent lors de la formation des joints soudés sont divisés en six groupes :
1. Fissures (code ISO:6520-1:2007 : 100) — discontinuité provoquée par une rupture locale du joint, qui peut survenir à la suite d'un refroidissement ou d'une exposition à des charges.
2. Cavités ou Pores (code ISO:6520-1:2007 : 200) — une discontinuité de forme arbitraire, formée par des gaz piégés dans du métal en fusion, qui n'a pas de coins (bulles solidifiés de formes diverses, incluses ou apparentes).
3. Inclusions solides (code ISO:6520-1:2007 : 300) — substances étrangères solides, métalliques ou non métalliques, présentes dans le métal fondu. Les inclusions qui ont au moins un coin pointu sont appelées inclusions à angle vif.
4. Manque de fusion et de pénétration (code ISO:6520-1:2007 : 400) — forme imparfaite des faces externes de la soudure ou forme géométrique imparfaite du joint.
5. Forme défectueuse (code ISO:6520-1:2007 : 500) — écart de la forme des surfaces externes de la soudure ou de la géométrie de la connexion par rapport à la valeur établie.
6. Les autres défauts (code ISO:6520-1:2007 : 600) — ce sont tous les défauts qui ne peuvent être attribués à l'un des groupes énumérés ci-dessus[S 1].

## Défauts de fissures

Les différentes zones d'un cordon de soudure :
Métal commun - gris clair
Zone affectée thermiquement (sigle ZAT) - gris
Métal soudé (métal ayant fondu)- gris foncé

Variantes de localisation des fissures dans un joint soudé

Les fissures qui apparaissent dans les joints soudés peuvent se produire dans le métal soudé, dans la zone affectée par la chaleur (ZAT) et dans le métal de base.

### Classification des fissures par emplacement

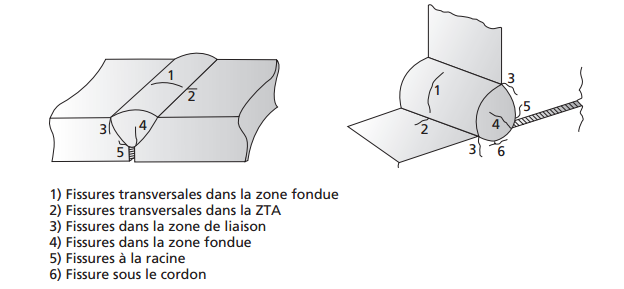
Différentes localisation possible des fissures

L'ISO:6520-1-2007 distingue séparément les types de fissures suivants :
- microfissure (code ISO:6520-1:2007 : 1001) — visible seulement au microscope;
- fissure longitudinale (code ISO:6520-1:2007 : 101) — fissure sensiblement parallèle à l'axe de la soudure. Elles sont principalement provoqués par des contraintes mécaniques de retrait élevées[1]. Elles peuvent se situer :
  - dans le métal fondu (code ISO:6520-1:2007 : 1011);
  - dans la zone de liaison (code ISO:6520-1:2007 : 1012);
  - dans la zone thermiquement affectée (ZAT) (code ISO:6520-1:2007 : 1013);
  - dans le matériau de base (code ISO:6520-1:2007 : 1014);
- fissure transversale (code ISO:6520-1:2007 : 102) — sensiblement transversale à l'axe de la soudure. Habituellement, elles se forment à la suite du retrait longitudinal d'un métal à faible plasticité et ne sont généralement pas profonds. Elles peuvent se situer :
  - dans le métal fondu (code ISO:6520-1:2007 : 1021);
  - dans la zone thermiquement affectée (ZAT) (code ISO:6520-1:2007 : 1023);
  - dans le matériau de base (code ISO:6520-1:2007 : 1024);
- fissures rayonnantes (code ISO:6520-1:2007 : 103) — groupe de fissures issues d'un même point. Elles peuvent se situer :
  - dans le métal fondu (code ISO:6520-1:2007 : 1031);
  - dans la zone thermiquement affectée (ZAT) (code ISO:6520-1:2007 : 1033);
  - dans le matériau de base (code ISO:6520-1:2007 : 1034);
- fissures de cratère (code ISO:6520-1:2007 : 104) — située dans un cratère de fin de cordon et qui peut être :
  - longitudinale (code ISO:6520-1:2007 : 1045);
  - transversale (code ISO:6520-1:2007 : 1046);
  - rayonnante (code ISO:6520-1:2007 : 1047);
- réseau de fissures marbrées (code ISO:6520-1:2007 : 105) — groupe de fissures séparées, d'orientation quelconque. Il peut se situer:
  - dans le métal fondu (code ISO:6520-1:2007 : 1051);
  - dans la zone thermiquement affectée (ZAT) (code ISO:6520-1:2007 : 1053);
  - dans le matériau de base (code ISO:6520-1:2007 : 1054);
- fissure ramifiée (code ISO:6520-1:2007 : 106)) — ensemble de fissures reliées entre elles, issues d'une même fissure, et qui sont à distinguer d'un réseau de fissures marbrées (105) et de fissures rayonnantes (103) :
  - dans le métal fondu (code ISO:6520-1:2007 : 1061);
  - dans la zone thermiquement affectée (ZAT) (code ISO:6520-1:2007 : 1063);
  - dans le matériau de base (code ISO:6520-1:2007 : 1064).

### Classification des fissures selon le mécanisme de formation
Fissures à froids (uk)
Ce sont des fractures inter-cristalline locale du métal des joints soudés sous forme de fissures apparaissant dans le cordon ou la zone de joint sous l'action de ses propres contraintes mécaniques résiduelles provoquées par le soudage.
Les principales raisons de la tendance à l'apparition de fissures à froid sont :
- la tendance naturelle de la structure métallique, par exemple martensitique ou perlitique, à se fissurer ;
- la présence d'hydrogène dans la structure métallique ( fragilisation par l'hydrogène ) ;
- une plage de température de fonctionnement importante (de −100 °C à +100 °C) de la connexion ;
- haute rigidité de la conception de la connexion ;
- erreurs dans le choix de la technologie de soudage.

Fissures à chaud (uk)
Ce sont des sont des fractures inter-cristallines fragiles dans la zone du métal ayant fondu et dans la zone de jointure (ZAT proche du cordon). Elles se produisent à l’état solide-liquide pendant le processus de cristallisation et à des températures élevées à l’état solide. Elles sont situés aux limites des grains.
Les fissures à chaud sont principalement dues à l'action de deux facteurs : 
- la présence de couches liquides entre les grains métalliques lors du processus de cristallisation,
- les déformations par retrait.

Pendant le processus de durcissement, les impuretés et les scories se déplacent dans les espaces intergranulaires, ce qui réduit la capacité de déformation du joint et de la zone de joint. Le retrait inégal du joint et du métal de base lors du refroidissement provoque des contraintes internes et, par conséquent, l'apparition de fissures micro et macroscopiques.

### Méthodes de lutte contre la formation de fissures
Les méthodes permettant de réduire la formation de fissures lors du soudage sont :
- calcination des flux avant soudage ;
- préchauffage des pièces a souder entre 250-450 °C ;
- soudage en mode avec des paramètres optimaux;
- refroidissement lent du métal après soudage;
- réaliser un recuit doux après soudage afin d'éliminer les contraintes résiduelles.

Pour réduire l'apparition de fissures à froid, diverses méthodes technologiques sont utilisées, par exemple le soudage avec cordon intermittent, le soudage multi-passes, etc..
Différentes stratégie sont mis en œuvre pour lutter contre ce type de défaut. Par exemple :
- réduction du volume d'impuretés provocants ces fissures (soufre, phosphore, etc.) dans le métal des pièces à souder ;
- réduction dans le métal fondu des éléments qui forment des composés chimiques à basse température de solidification (chrome, molybdène, vanadium, tungstène, titane), qui rompent la liaison entre grains ;
- réduction de la rigidité de fixation des pièces soudées et de la rigidité structurelle de l'assemblage soudé, qui résistent à la déformation des éléments lors du refroidissement[3].

## Défauts de cavités

### Classement
L’apparition de cavités lors du soudage est principalement provoquée par les gaz emprisonnés dans le métal en fusion. Selon leur localisation, ils peuvent être divisés en :
- soufflures (code ISO:6520-1:2007 : 201):
  - soufflures sphéroïdales (code ISO:6520-1:2007 : 2011) ;
  - soufflures sphéroïdales uniformément réparties (code ISO:6520-1:2007 : 2012) (mais non alignés);
  - nid de soufflures (code ISO:6520-1:2007 : 2013) — un groupe de bulle de gaz (trois ou plus), placées en tas avec une distance entre elles inférieure aux trois dimensions maximales de la plus grande cavité ;
  - soufflures alignées (code ISO:6520-1:2007 : 2014) — un certain nombre de pores de gaz disposés en ligne, généralement parallèle à l'axe de la soudure — une couture avec une distance entre eux inférieure aux trois dimensions maximales du plus grand des pores.
  - soufflure allongée (code ISO:6520-1:2007 : 2015) — une discontinuité étendue le long de l'axe de la soudure. La longueur de la discontinuité n'est pas inférieure à deux fois la hauteur ;
  - soufflure vermiculaire (code ISO:6520-1:2007 : 2016) — une cavité tubulaire dans le métal fondu provoquée par un dégagement de gaz. La forme et la position de la fistule sont déterminées par le mode de guérison et la source de gaz. Habituellement, les fistules sont regroupées en grappes et distribuées selon un motif à chevrons ;
  - piqûre ou pores de surface (code ISO:6520-1:2007 : 2017) — un pore de gaz qui débouche en surface (donc en partie visible);
  - porosité de surface (code ISO:6520-1:2007 : 2018) — porosité apparaissant à la surface de la soudure; cavités de gaz, seules ou multiples, qui cassent la surface de la soudure (donc totalement visible);
- retassure (code ISO:6520-1:2007 : 202) — une cavité formée à la suite d'un retrait lors du durcissement :
  - retassure inter-dentitrique (desserrement)(code ISO:6520-1:2007 : 2021);
  - retassure de cratère (code ISO:6520-1:2007 : 2024);
  - retassure ouverte de cratère (code ISO:6520-1:2007 : 2025);
- micro retassure (code ISO:6520-1:2007 : 203) — visible seulement au microscope :
  - micro retassure inter-dentitrique (desserrement)(code ISO:6520-1:2007 : 2031);
  - micro retassure transgranulaire (code ISO:6520-1:2007 : 2032).

## Défauts d'inclusions solides
On distingue les types d'inclusions solides suivants :
- inclusion de laitier (code ISO:6520-1:2007 : 301) — du laitier (flux qui est passé par une phase liquide puis c'est, normalement, solidifié en surface, ici non) ont pénétré dans le métal fondu. Elles peuvent être:
  - alignés (code ISO:6520-1:2007 : 3011);
  - isolés (code ISO:6520-1:2007 : 3012);
  - en nid (regroupé localement) (code ISO:6520-1:2007 : 3013)
- inclusion de flux (code ISO:6520-1:2007 : 302) — des morceaux solide de flux ont pénétré dans le métal fondu. Elles peuvent être:
  - alignés (code ISO:6520-1:2007 : 3021);
  - isolés (code ISO:6520-1:2007 : 3022);
  - en nid (regroupé localement) (code ISO:6520-1:2007 : 3023)
- inclusion d'oxyde (code ISO:6520-1:2007 : 303) — des morceaux d'oxyde métallique ont pénétré dans le métal fondu. Elles peuvent être:
  - alignés (code ISO:6520-1:2007 : 3031);
  - isolés (code ISO:6520-1:2007 : 3032);
  - en nid (regroupé localement) (code ISO:6520-1:2007 : 3033)
  - inclusion de peau d'oxyde (code ISO:6520-1:2007 : 3034) — concerne les métaux normalement oxydé a l'air ambiant (exemple: aluminium);
- inclusion métallique (code ISO:6520-1:2007 : 304) — inclusion solide constituée de métal étranger :
  - tungstène (code ISO:6520-1:2007 : 3041) typique d'un mauvaise manipulation de l'opérateur en soudage TIG;
  - cuivre (code ISO:6520-1:2007 : 3042);
  - autre métal (code ISO:6520-1:2007 : 3043).

## Défauts de Manque de fusion et de pénétration
On distingue les types suivants de non-fusion ou de manque de connexion entre le métal fondu et le métal de base ou entre des rouleaux de soudure individuels :
- sur la surface latérale ;
- entre les rouleaux ;
- à la racine de la soudure.

Le terme « échec » ou « pénétration incomplète » fait référence au manque de fusion du métal de base sur toute la longueur du joint ou sur une partie. Ce défaut apparaît en raison de l'incapacité du métal en fusion à pénétrer dans la racine du joint, et donc de combler totalement l'espace entre les pièces.
On distingue les types de manque de fusion ou de pénétration suivants :
- manque de fusion (code ISO:6520-1:2007 : 401) — manque de liaison entre le métal déposé et le matériau de base ou entre des couches contiguës de métal déposé :
  - manque de fusion des bords (code ISO:6520-1:2007 : 4011);
  - manque de fusion entre passes (code ISO:6520-1:2007 : 4012);
  - manque de fusion à la racine (code ISO:6520-1:2007 : 4013)
  - micro-manque de fusion (code ISO:6520-1:2007 : 4014): (cold laps) ressemble a un "collage", le métal fondue a recouvert du métal solide sans le faire fondre;
- manque de pénétration (pénétration incomplète) (code ISO:6520-1:2007 : 402) — différence entre la pénétration réelle et la pénétration nominale :
  - manque de pénétration à la racine (code ISO:6520-1:2007 : 4021);
- pénétration en doigts de gant (ou en dents de scie) (code ISO:6520-1:2007 : 403) — pénétration extrêmement irrégulière, rencontrée en soudage par faisceau d'électrons ou en soudage laser, donnant au cordon un aspect en dents de scie.

## Défauts de forme et défauts dimensionnels
On distingue les types de défauts de forme et défauts dimensionnels suivants :
- caniveau (code ISO:6520-1:2007 : 501) — sillon irrégulier au niveau de la ligne de raccordement de la soudure, situé soit dans le matériau de base, soit dans le métal fondu déposé préalablement :
  - caniveau continu (code ISO:6520-1:2007 : 5011);
  - morsure ou caniveau discontinu (code ISO:6520-1:2007 : 5012);
  - caniveaux à la racine (code ISO:6520-1:2007 : 5013);
  - caniveaux entre passes (code ISO:6520-1:2007 : 5014) sens longitudinale;
  - caniveau discontinu local ou morsure locale (code ISO:6520-1:2007 : 5015);
- surépaisseur excessive (code ISO:6520-1:2007 : 502) — la surépaisseur du côté endroit de la soudure bout à bout est trop importante :
- convexité excessive (code ISO:6520-1:2007 : 503) — la surépaisseur du cordon d'angle est trop importante
- excès de pénétration (code ISO:6520-1:2007 : 504) — la surépaisseur à la racine de la soudure bout à bout est trop importante :
  - excès de pénétration locale (code ISO:6520-1:2007 : 5041);
  - excès de pénétration continue (code ISO:6520-1:2007 : 5042);
  - excès de pleine pénétration (code ISO:6520-1:2007 : 5043);
- défaut de raccordement (code ISO:6520-1:2007 : 505) — angle trop faible entre le plan tangent à la surface du matériau de base et le plan tangent à la surface du cordon et passant par la ligne de raccordement de la soudure :
  - angle au raccordement incorrect (code ISO:6520-1:2007 : 5051) angle trop faible;
  - rayon au raccordement incorrect (code ISO:6520-1:2007 : 5052)  rayon trop faible;
- débordement (code ISO:6520-1:2007 : 506) — excès de métal fondu débordant sur le matériau de base, sans liaison intime avec celui-ci :
  - débordement de la passe terminale (code ISO:6520-1:2007 : 5061) sur la face endroit;
  - débordement de la passe de fond (code ISO:6520-1:2007 : 5062) sur la face envers;
- défaut d'alignement (code ISO:6520-1:2007 : 507) — non-alignement de deux pièces soudées, se traduisant par une dénivellation, leurs surfaces étant néanmoins parallèles :
  - défaut d'alignement entre tôles (code ISO:6520-1:2007 : 5071);
  - défaut d'alignement entre tubes (code ISO:6520-1:2007 : 5072);
- défaut angulaire (code ISO:6520-1:2007 : 508) — non-alignement de deux pièces soudées, se traduisant par la formation d'un angle entre leurs surfaces ou non-respect de l'angle prévu;
- effondrement (code ISO:6520-1:2007 : 509) — affaissement du métal fondu dû à la gravité :
  - effondrement en corniche (code ISO:6520-1:2007 : 5091);
  - effondrement à plat ou au plafond (code ISO:6520-1:2007 : 5092);
  - effondrement d'une soudure d'angle (code ISO:6520-1:2007 : 5093);
  - effondrement d'une soudure à clin (code ISO:6520-1:2007 : 5094);
- trou (code ISO:6520-1:2007 : 510) — effondrement du bain de fusion entraînant la perforation de la soudure;
- manque d'épaisseur (code ISO:6520-1:2007 : 511) — insuffisance continue ou intermittente de métal déposé conduisant à un profil de cordon en retrait par rapport au profil correct;
- défaut de symétrie excessif de soudure d'angle (code ISO:6520-1:2007 : 512);
- largeur irrégulière (code ISO:6520-1:2007 : 513) — variation excessive de la largeur du cordon;
- surface irrégulière (code ISO:6520-1:2007 : 514) — irrégularité excessive de la surface;
- retassure à la racine (code ISO:6520-1:2007 : 515) — manque d'épaisseur à la racine d'une soudure bout à bout dû au retrait du métal fondu (voir aussi 5013);
- rochage (code ISO:6520-1:2007 : 516) — formation spongieuse à la racine d'une soudure due à un bouillonnement du métal fondu au moment de sa solidification;
- mauvaise reprise (code ISO:6520-1:2007 : 517) — irrégularité locale de surface à l'endroit d'une reprise. Elle peut se trouver :
  - dans la passe terminale (code ISO:6520-1:2007 : 5171);
  - dans la passe de fond (code ISO:6520-1:2007 : 5172);
- déformation excessive (code ISO:6520-1:2007 : 520) — écart dimensionnel dû au retrait et à la déformation de la soudure;
- dimensions incorrectes de la soudure (code ISO:6520-1:2007 : 521) — écart par rapport aux dimensions prescrites de la soudure :
  - épaisseur excessive de la soudure (code ISO:6520-1:2007 : 5211);
  - largeur excessive de la soudure (code ISO:6520-1:2007 : 5212);
  - gorge insuffisante (code ISO:6520-1:2007 : 5213) la gorge réelle du cordon d'angle est trop faible;
  - gorge excessive (code ISO:6520-1:2007 : 5214) la gorge réelle du cordon d'angle est trop importante.

déformation classique pouvant entrainer un défaut <small>(code ISO:6520-1:2007 : 520)</small>
Assemblage soudé sans déformation (bout à bout)
Retrait longitudinal
Déformation angulaire inhérente au soudage bout à bout
Déformation angulaire inhérente au soudage en angle
Distorsion de forme longitudinale du soudage en T

## Autres défauts
L'ISO:6520-1-2007 incluent d'autres défauts qui ne sont pas inclus dans les groupes répertoriés ci-dessus. Par exemple :
- coup d'arc amorçage accidentel (code ISO:6520-1:2007 : 601) — dommages locaux à la surface du métal de base adjacents au cordon de soudure, survenus à la suite d'une combustion accidentelle de l'arc ;
- projection (code ISO:6520-1:2007 : 602) — éclaboussure de métal en fusion projetée pendant le soudage et qui adhère sur le matériau de base ou le métal fondu déjà solidifié (aussi appelé "grattons");
- déchirure locale ou arrachement local (code ISO:6520-1:2007 : 603) — blessure locale et superficielle du métal de base produite lors de l'arrachement d'attaches soudées temporaires;
- coup de meule (code ISO:6520-1:2007 : 604) — blessure locale due au meulage;
- coup de burin (code ISO:6520-1:2007 : 605) — blessure locale due à l'action d'un burin ou d'un autre outil ;
- meulage excessif (code ISO:6520-1:2007 : 606) — réduction de l'épaisseur du métal à une valeur inférieure à celle admissible lors du traitement mécanique
- défaut de soudure de pointage (code ISO:6520-1:2007 : 607);
- cordons opposés décalés (code ISO:6520-1:2007 : 608) — écart entre les lignes médianes de deux passes;
- couleurs de revenu (code ISO:6520-1:2007 : 610) — légère oxydation de la surface en zone fondue, par exemple dans les aciers inoxydables (défaut de passivation ou d’inertage);
- etc.

### Normes et standards
1. 1 2 3 4 5 6 7 8  « ISO 6520-1:2007 Soudage et techniques connexes, Classification des défauts géométriques dans les soudures des matériaux métalliques : Partie 1: Soudage par fusion », L'ISO 6520-1:2007 sert de base à une classification et à une description précises des défauts de soudure., sur ISO (consulté le 30 novembre 2024)